# Крестинский, Александр Алексеевич
Александр Алексеевич Крестинский (25 мая 1928, Ленинград — 27 октября 2005, Бат-Ям, Израиль) — русский писатель, поэт, переводчик.

## Биография
Александр Крестинский родился и вырос в Ленинграде. Подростком пережил блокаду, во время которой погиб его отец — Алексей Николаевич Крестинский (1896—январь 1942), младший брат советского политического и государственного деятеля Н.Н.Крестинского.
С 1947 по 1952 гг. учился на философском факультете ЛГУ им. А. А. Жданова.
В 1950-е годы преподавал в школе историю и литературу, работал старшим пионервожатым, «ставил с ребятами спектакли, водил их в турпоходы».
С 1960 по 1969 год гг. работал в ленинградском детском журнале «Костёр» редактором отдела и публиковался под псевдонимом Тим Добрый.
Первые публикации (стихи для детей) появились в 1958 году. После выхода книги «Туся» (1969) стал известен как автор детских повестей и рассказов для среднего и старшего возраста (выпустил более 10 книг). Также переводил поэзию, составлял сборники и альманахи для детей, под его редакцией вышел альбом «Рисуют дети блокады» (1969).
В 1990-е гг. выпустил поэтические сборники «Отзовется душа» (1990), «Тихий рокер» (1993) и «Нищие неба» (1997). В 1999 году рассказ «В Оптину — за правдой (рассказ грешника)» был включен в альманах «Рассказы о православных святых» (СПБ, «Золотой век»).
В 2000 году эмигрировал в Израиль, где продолжил писать стихи и прозу. Публиковался в «Иерусалимском журнале», был принят в Союз писателей Израиля. Выпустил книгу стихов «Дорога на Яффо».
Жил в городе Бат-Ям.
Умер 27 октября 2005 года после тяжелой продолжительной болезни. Похоронен на христианском кладбище вблизи города Петах-Тиква.